# Группа «Гамма»

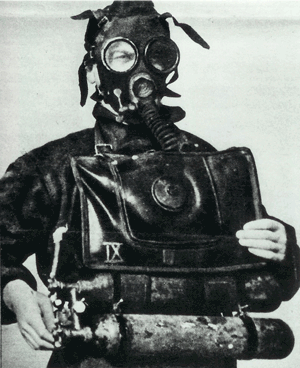
Пловец группы «Гамма» в подводном снаряжении.

Группа «Гамма» (итал. Gruppo Gamma) — секретное специализированное подразделение боевых пловцов-водолазов, существовавшее в годы Второй мировой войны и находившееся в подчинении 10-й флотилии MAS Военно-морских сил Королевства Италия.

## История
Первые опыты по подводным диверсионным и разведывательным операциям итальянцы начали проводить ещё в конце Первой мировой войны, против флота тогдашнего своего противника, Австро-Венгерской империи. К идее скрытной подводной войны в Италии вернулись к концу 1930-х, создав так называемую 10-ю флотилию MAS. На её же базе в 1940 году началось создание специальной секретной группы боевых пловцов, способных скрытно действовать под водой во вражеских морских портах. Эта группа получила название «Гамма».
Для создания группы по всей Италии начался отбор лучших мастеров плавания. Однако их не хватало, поэтому начали призывать и из других родов войск. Критерии отбора были: отменное физическое здоровье, умение вести себя на воде и под водой, вера в идеалы фашизма. Все курсанты проходили подготовку на базе 10-й флотилии MAS в Специи, а также в морской академии в Ливорно. Одним из инициаторов создания морских боевых пловцов в Италии стал Эудженио Волк (он же Евгений Волк). Выходец из Чернигова, его семья эмигрировала после Октябрьской революции, вначале в Константинополь, а затем осела в Таранто. В 1927 году он получил итальянское подданство.
Первоначально тренировка пловцов проводилась в специальном бассейне, а лишь потом — в море. Для пловцов разработали особое снаряжение: водонепроницаемый комбинезон, резиновые ласты, маска, соединенная с баллоном со сжатым воздухом, который позволял находиться под водой до 30 минут. Особое внимание уделялось скрытности и маскировке пловцов. Действовать им было нужно в основном в ночное время, а потому на непокрытые части тела, (лицо и кисти рук), наносилась специальная несмываемая водой краска, черного или тёмно-зелёного цвета. Голова пловца могла маскироваться пучком морских водорослей и прочей водной зелени. На руке у каждого водолаза имелись специальный водонепроницаемый компас с подсветкой и часы.
Для действий итальянских пловцов-диверсантов были созданы два типа подводных мин: «Маньятто» и «Баулилло». Первая представляла из себя металлический короб цилиндрической формы, с одной стороны она имела резиновую присоску, которая могла бы крепиться к корпусу вражеского судна. Внутри «Маньятто» было 2 килограмма бризантной взрывчатки приводимой в действие часовым механизмом. Сама мина весила немного, поэтому хорошо тренированный пловец мог брать на задание сразу три-четыре таких мины. Мина типа «Баулилло» была сходной формы, но имела в себе 4,5 килограмма взрывчатки, а снаружи небольшой винт типа гребного. Эта мина прикреплялась к килю корабля и когда тот развивал скорость до 5 узлов винт заряда начинал вращаться и мина срабатывала.
Таким образом, задача итальянских пловцов-диверсантов состояла в том, чтобы незаметно под водой проникнуть во вражеский порт, установить там мины и вернуться. На практике выглядело это так: пловец приближался к кораблю со стороны носа, двигаясь по течению, пока не оказывался у самого борта, приблизительно против его середины. В этот момент он должен был бесшумно нырнуть на глубину нескольких метров и прикрепить мины к килю корабля. Закончив эту операцию, пловец отдавал себя на волю течения и стремился как можно скорее вплавь добраться до берега. Тут ему предстояло зарыть в землю свой комбинезон, маску, ласты, респиратор (при наличии такового) и попытаться избежать плена.

## Операции

### Гибралтар
Первой операцией группы «Гамма» стал рейд на порт Гибралтара летом 1942 года. Первоначально группа пловцов тайно разместилась на вилле Кармела недалеко от испанского порта Альхесирас. Жена пловца Антонио Рамоньионо была подданной Испании, поэтому место для размещения группы было выбрано в испанском Альхесирасе. Согласно «легенде» все пловцы были из разных стран и жили по поддельным документам. Расположение виллы Кармела на испанском побережье было выгодно тем, что находилось в заливе Альхесирас, где на противоположном берегу был сам Гибралтар — британская военно-морская база. В ночь с 13 на 14 июля 1942 года двенадцать пловцов выдвинулись из Кармелы и, переплыв заминированный Альхесираский залив, незаметно оказались в порту Гибралтара, где уже установили свои мины на несколько британских кораблей. Последовавшие взрывы серьезно повредили грузовые суда «Барон Дуглас», «Эмпайр Снап», потопили суда «Мета» и «Сума», а также ещё два более мелких судна. Все двенадцать пловцов, ориентируясь по сигналу фонарика жены Рамоньионо вернулись на испанский берег. Лишь один пловец Да Валле получил серьезные ранения, попав под винт британского судна, но и он смог добраться обратно. Всего было повреждено или потоплено судов общим водоизмещением в 10 000 тонн. Спустя несколько месяцев итальянцы добились новых успехов, потопив британское судно «Рейвенс Пойнт» водоизмещением в 2000 тонн.

### Алжир
В конце 1942 года существенно осложнилась обстановка в Северной Африке. Войска союзников нанесли значительный удар итало-германским силам Роммеля при втором сражении при Эль-Аламейн. Этому способствовало значительно возросшее материально-техническое снабжение британской армии, за счёт поставок боевой техники, (в том числе и американской) и провианта через порт Алжир. Поэтому было решено с помощью пловцов группы «Гамма» атаковать корабли союзников в Алжире. Операция осложнялась тем, что, в отличие от Гибралтара, где у итальянцев была база, территория Алжира полностью контролировалась британцами, и рейд был возможен только со стороны моря и только с судна. Поэтому для рейда была задействована подводная лодка «Амбра», на борту которой была группа пловцов «Гаммы». Выйдя 4 декабря из Специи, 12 декабря «Амбра» достигла акватории Алжира и легла на грунт. Проведя разведку, ночью шестнадцать пловцов, выйдя из погруженной подлодки, проследовали в порт Алжира, где установили мины. В результате операции были потоплены пароходы «Оушн Вэквишэр» и «Берта», сильно поврежден транспорт «Эмпайр Центавр», получили повреждения суда «Арматтан» и «США-59». Всего были выведены из строя суда общим водоизмещением более 25 000 тонн.

### АлександреттаиМерсин
Одним из мест, которое часто посещали британские суда с самого начала Второй мировой войны, был турецкий порт Александретта на Средиземном море. Здесь британцы получали сырьё — хромовую руду. Наблюдение за британскими судами в порту итальянцы вели из своего консульства. С началом войны Турция объявила нейтралитет и у неё, как у нейтрального государства, были дипломатические представительства всех воюющих сторон. 30 июня 1943 года греческое судно «Орион» водоизмещением 7 000 тонн было загружено хромовой рудой и 8 июля начало выходить из порта, когда внезапно потерпело кораблекрушение. Ранее под прикрытием своего консульства итальянские пловцы-диверсанты, прибывшие под видом дипломатических работников, установили под «Орионом» мины, когда тот ещё был на рейде. Выполнив задание, итальянцы отправились в другой турецкий порт Мерсин, где установили мины на британский теплоход «Кэйтаун» водоизмещением в 10 000 тонн. «Кэйтаун» получил повреждения, попытался добраться до Кипра, но сел на мель. Обследовав корпус судна, был обнаружен второй не сработавший заряд. Тут же британские военные оповестили все свои суда в портах Средиземноморья, с тем, чтобы проверить их на предмет нахождения взрывчатки. Тем временем итальянцы в Александретте заложили мины под суда «Сисилиен Прино» и «Фернплант». Первое судно удалось обследовать и обезвредить итальянские мины, второе уже вышло из порта до оповещения и через несколько минут пошло ко дну со всем своим грузом.